# Партійна система
Парті́йна система — система відносин суперництва та співробітництва між політичними партіями у конкретному суспільстві (іноді деякі дослідники вважають, що між легальними партіями).
2) Партійна система — це частина (підсистема) політичної системи, яка в свою чергу є певною єдністю політичних інститутів, політичних норм, політичної свідомості (ідеології та психології), політичних відносин (режиму функціонування, зв'язків політичних інститутів між собою та з зовнішнім середовищем політичної системи), а у вузькому, суто інституційному розумінні — систему політичних інститутів, що беруть участь у здійсненні політичної влади.

## Різновиди партійних систем
Різновиди партійних систем можуть виділятися на базі різноманітних критеріїв (безумовно, що не лише кількості партій, як це нерідко робиться у вітчизняній політологічній літературі). Спробуємо позначити теоретичні підходи, що можуть застосовуватися для створення детальнішої типології партійних систем, розрізняючи при цьому, по-перше, загальносистемні та суто політичні критерії класифікації, а по-друге, виділяючи цілу низку конкретних критеріїв у межах кожного з цих двох великих блоків (груп) класифікації.
Виходячи зі специфіки загальносистемних (тобто суто системних, не політичних) характеристик політичних систем, можуть бути запропоновані такі групи класифікацій цих систем:
- стабільні та нестабільні;
- здатні зберігати цілісність та такі, що розпадаються;
- що функціонують у нормальних чи при надзвичайних обставинах;
- поляризовані (точніше — біполярні), багатополярні та атомізовані;
- альтернативні (з визначенням принципу допустимості ротації, зміни владних партій) та безальтернативні;
- молоді та такі, що мають досить тривалу історію і базуються на сталих традиціях;
- партійні системи, що знаходяться на етапі свого зародження (це може бути так званий період «протопартійності», тобто відсутності партій як таких, але виникнення двох або кількох чітко виражених, але ще недостатньо структурованих політичних блоків, що протистоять один одному), та такі партійні системи, що перебувають на стадії успішного розвитку або увійшли в період свого занепаду і саморуйнування;
- наднаціональні, загальнонаціональні (ті, що відносяться до конкретної країни), регіональні та локальні (місцеві) партійні системи тощо.

## Типологізація партійних систем
В основі типологізації партійних систем лежить застосування «суто політичних» критеріїв. На цій теоретичній базі можуть бути запропоновані такі групи класифікації партійних систем:
- системи, в яких партії мають власне політичний характер, та системи з переважанням партій, що за своєю природою є псевдополітичними і являють собою побудовані на комунальних сімейственних чи земляцьких принципах клани, кліки, чисто ситуативні угрупування «ad hoc» тощо;
- такі, що відіграють провідну роль у формуванні реальної політики держави і суспільства, та такі, що грають другорядну роль у політичний системі (через суто декоративність політичних партій або їх недостатню розвиненність);
- системи з «вирізанням певного сегменту політичного спектру» (тобто з забороною партій певних ідеологічних напрямків) та ліберальні (у суто політичному, не економічному розумінні цього терміну) — без встановлення досить суворих ідеологічних критеріїв для надання офіційного дозволу на функціонування конкретних політичних партій;
- однопартійні, двопартійні, багатопартійні;
- революційні, реформаторсько-стабілізаційні, консервативні;
- плюралістичні, обмежено плюралістичні та монолітичні;
- націоналістичні та полікультурні;
- релігійні та світські;
- марксистські, «національного» («арабського», «африканського» тощо) соціалізму та несоціалістичні;
- соціалістичні, капіталістичні, феодальні, рабовласницькі (можуть бути застосовані й інші критерії та теоретичні підходи для визначення «історичних типів» партійних систем, як і політичних систем в цілому, наприклад, можна розрізняти партійні системи доіндустріального, індустріального, постіндустріального та інформаційного суспільства).

Наведений вище перелік можливих класифікацій партійних систем не є вичерпуючим, охоплючим все різномаїття теоретичних підходів (та їх комбінацій), що застосовуються до аналізу цих систем. Крім того, треба зазначити, що тут були вказані лише теоретично виділені так би мовити «чисті» («рафіновані») типи партійних систем, поміж яких розташовується багато змішаних та проміжних типів, які відповідають реаліям тих чи інших країн. Конкретні критерії класифікації (типологізації) партійних систем у межах кожної з наведених вище класифікувалися на прийнятті до уваги її зовсім різних сторін, її сутності та зовнішньої видимості або декларованої форми.
Характеристика системи як двопартійної може даватися на підставі:
- офіційного закріплення у конституційному законодавстві країни припустимості існування лише двох політичних партій і відповідно — забороні всіх інших партій, або
- визнання факту переважання у політичному житті конкретної країни двох партій, які час від часу змінюють одна одну при владі (при цьому законодавство країни може офіційно надавати цим двом традиційним партіям формально-юридичні та фактичні переваги перед будь-якими третіми партіями, хоча і обмежувати загальну кількість легальних партій).

Якщо продовжити цей аналіз партійних систем та узагальнити й дещо деталізувати найпоширенішу в сучасній політичній літературі типологію партійних систем, в основі якої лежать два критерії — кількість існуючих партій та наявність принципу альтернативності (можливості ротації, зміни правлячих партій), то можна запропонувати таку комплексну класифікацію партійних систем:
1. Відсутність партійної системи. Вона може виникати у випадках: а) панування у суспільстві такої політичної культури, що не передбачає існування та діяльності політичних партій в їх сучасному розумінні (таким у докапіталістичні часи було становище в більшості феодальних країн); б) введення вищою державною владою заборони (тимчасової або, виходячи з принципових засад", — «назавжди») на створення будь-яких політичних партій. Приклади «тимчасового запровадження» безпартійної системи представлені низкою африканських країн безпосередньо після багатьох військових переворотів 60-х — 80-х років (Дагомея, Верхня Вольта, Нігер та інші), а приклади режиму постійного функціонування безпартійної системи — Саудівська Аравія, Оман тощо. При цьому перший тип ситуацій може іноді характеризуватися такими досить цікавими (для дослідників) моментами, за яких певні політичні сили намагаються утворити політичні партії й відповідно — партійну систему, але традиціоналістичне суспільство фактично відкидає та зводить на нівець ці потуги, перетворюючі новостворені «ніби-то» політичні партії на кліки, клани та інші неполітичні за своєю природою (а скоріше за все комунальні) соціальні утворення. А в другому типі ситуацій можуть за певних обставин виникати нелегальні партії, причому нерідко їх основна діяльність зосереджується або за кордоном, або в тих регіонах країни, що виходять з-під контролю правлячих у державі сил (це сталося, наприклад, в Омані в 70-х роках).
2. Однопартійні системи. Вони представлені двома головними і зовсім несхожими один на одного варіантами: а) системи, в яких всі інші, крім правлячої, партії недвозначно офіційно забороні, або їх створення де-факто унеможливлюється; б) системи, за яких в умовах плюралістичної демократії, але при переважанні непартійної політичної культури існує лише одна партія, а спроби сформувати інші партії просто ще не робились, або зазнали невдачі через хиби дій самих ініціаторів, а не через протидію їм з боку політичної влади. Прикладами першого різновиду однопартійної системи є СРСР до 1989 року, сучасні В'єтнам та Куба, низка інших країн. Фактично такою ж могла би бути визнана й «безпартійна» система в Соціалістичній Народній Лівійській Арабській Джамахірії, якби не офіційна характеристика в «Зеленій книзі» М.Каддафі (одному з основних документів лівійської революції) будь-яких партій як організацій, що не відповідають духу ісламу та принципам народовладдя. Дуже все ж таки схожі за своєю роллю та місцем у суспільстві лівійські «революційні комітети» на правлячу в умовах однопартійної системи єдину політичну партію. Другий варіант — вкрай специфічний різновид однопартійної системи, який по суті був нічим іншим як різновидом безпартійної системи (існуючої через специфіку домінуючої традиціоналістської політичної культури), являв собою на початку нинішнього десятиріччя острів Мен, на якому офіційно існувала лише одна Лейбористська партія — невеличка і аж ніяк не правляча (але й зовсім не підпільна) політична організація. Слід зазначити, що серед класичних різновидів однопартійних систем треба розрізняти два основні стани цих систем (тобто правлячої партії): а) наявність широкої внутрішньопартійної демократії та свободою політичних дискусій; б) з нав'язування офіційної одноманітності.
3. Двопартійні системи. Серед багатьох її варіантів найхарактернішими є такі: А). Неальтернативна ротаційна суто двопартійна. Так, у 1957 році у Колумбії дві традиційні партії (Консервативна та Ліберальна), підписавши угоду про «паритетне правління», домовилися про те, що по черзі і без виборів через кожні чотири роки посада президента буде переходити від однієї до другої партії й буде діяти паритетний (для цих двох партій) принцип формування уряду, регіональних та місцевих органів влади, — створювалася двопартійна система Національного фронту, яка проіснувала до 1970 року. Б). Неальтернативна неротаційна суто двопартійна система з партією-гегемоном. Прикладом її була Болгарська Народна Республіка в якій існувало дві легальних партії — владна Комуністична партія та її «молодший партнер» — Болгарський землеробський народний союз. В). Альтернативна ротаційна суто двопартійна. Його проголосили, але невдало намагалися реалізувати в Нігерії через деякий час після одного з військових переворотів у 80-х роках, коли офіційно державою було декларовано створення двох політичних партій і на період «стабілізації демократії» в країні заборонялася діяльність будь-яких інших партій. Г). Де-факто двопартійна при формальному існуванні багатопартійності з відсутністю обмежень на чисельність партій. Приклади — США й до певного моменту в недавньому минулому — Велика Британія, яка зараз поступово відходить від цієї моделі.
4. Неальтернативні багатопартійні системи з обмеженою кількістю легальних політичних партій і з інституціоналізованою роллю партії-гегемона. Раніше вони існували в Польській Народній Республіці, Чехословацькій Соціалістичній Республіці, а зараз існують в Китайській Народній Республіці, Іраку. Багато в чому схожими на цей різновид партійних систем є ті системи що деякими дослідниками називаються «обмеженими партійними системами» 6 (6 Див.: Вятр Е. Социология политических отношений. — С.334). Їх головна риса полягає в тому, що хоча в них офіційно визнається той чи інший ступінь свободи діяльності політичних партій (при цьому фактично не має значення ані наявність законодавчих обмежень кількості або ідеологічного спектру партій, ані характер їх взаємовідносини та співвідношення сил між ними), однак всі найважливіші політичні питання громадського та державного життя вирішуються не в результаті боротьби та співробітництва між політичними партіями, а через прийняття вольових рішень іншою силою, яку можна умовно назвати інституціоналізованою «безпартійною партією влади» (і це є найсуттєвішим). Роль цієї "партії влади (специфічної партії-гегемона без традиційних ознак партії) можуть виконувати: а) сточення монарха або президента-автократа; б) рада духовенства; в) військова рада (хунта); г) революційний уряд тощо.
5. Альтернативні системи з обмеженою кількістю легальних політичних партій. Одним з її прикладів є своєрідна трьохпартійна формально альтернативна система, яка свого часу (в період правління А.Садата) була офіційно запроваджена в Єгипті після поділу на три частин колишньої єдиної правлячої партії — Арабського Соціалістичного Союзу. Однак фактично (нелегально або напівлегально) в цій країні існували й інші політичні партії. При цьому одна з трьох офіційних партій набула ролі партії-гегемона, хоча така її роль не була формально закріплена в законі. На Мадагаскарі, де в 70-і — 80-і роки на підставі «хартії Малагасійськой революції» в умовах обмеженого політичного плюралізму дозволялося функціонувати лише восьми політичним партіям, також існував такий різновид партійної системи. Там роль партії-гегемона не була формально інституціоналізована, а час від часу «проходила перевірку» на загальних виборах.
6. Де-факто неальтернативні плюралістичні партійні системи з наявністю партії-гегемона. Така система довгий час існувала у Мексиці, Італії, Японії, її намагався створити в СРСР М. С. Горбачов після скасування положень статті 6 Конституції про «керуючу та спрямовану роль КПРС» у радянському суспільстві.
7. Двоблокові багатопартійні системи, в яких жодна з партій не може самостійно здійснювати владу, а основне політичне суперництво йде між двома групами політичних партій (приклад — Малайзія). При цьому така система може характеризуватися як наявністю постійного блоку-гегемона, так і періодичною ротацією правлячих блоків.
8. Багатополюсна система багатопартійної роздробленості, за якої владні коаліції політичних партій не є стабільними і часто змінюють одна одну (прикладом є Таїланд). У чітко стратифікованому суспільстві партійна система (й відповідно політична система в цілому) розподіляється на такі головні соціально-політичні блоки (які не слід плутати з партійними блоками): а) блок правлячих сил; б) блок опозиційних сил; в) блок проміжних та нейтральних сил. Однак у певних ситуаціях — при тих чи інших (як демократичних, так і авторитарно-автократичних) формах майже всезагального соціального консенсусу опозиційний блок на деякий час може практично зникати. А при максимальному посиленні конфлікту між правлячим і опозиційними блоками та відносній рівновазі їх сил може зникати сама єдина партійна система (і єдина політична система в цілому), розпадаючись на дві або цілу низку повністю відокремлених одна від одної систем. При цьому деякі з компонентів старої спільної партійної системи на всій або частині території країни нерідко перетворюються у нелегальні, підпільні. Результатами такого розколу (й навіть атомізації) на рівні політичних структур часто бувають громадянська війна (в тих чи інших її формах), перемога сепаратистських або іредентистських рухів тощо. Наявність (або відсутність) єдиної партійної системи є одним з показників як конкретного стану і стадії розвитку того чи іншого суспільства, так і певного типу самого суспільства й існуючої в ньому політичної системи.

## Місце партії в системі влади
Місце партії в системі влади — один з елементів (індикаторів) сучасної політичної партії. Боротьба за дотримання і реалізацію (самостійно чи в коаліції з іншими партіями) державної влади є однією із визначальних рис партії, яка відрізняє їх від груп тиску.
Останні намагаються лише впливати на владу, але не збираються її здобувати та реалізовувати. Цілями політичної партії є керівництво суспільством через відповідно організовані для цього суспільні групи та механізми діяльності державного апарату. Цим і визначається місце і роль партій в політичній системі суспільства.
Сучасне розуміння партії — це розуміння її як організації, котра бореться за владу через парламентські процедури. Ця думка спирається на те, що партії найтісніше пов'язані з демократичним політичним устроєм. Виникали вони в міру демократизації державного устрою XIX і XX ст. і змістом їх діяльності є організація цілого суспільства для участі в політичному житті. Партії є гарантами демократично організованого політичного процесу. Без них масова демократія не могла б існувати. Звідси випливає положення про те, що на політичних партіях лежить обов'язок легальної, відкритої, публічної діяльності за допомогою конституційних демократичних методів.
У Німеччині, наприклад, закон про політичні партії визнає за політичні партії тільки ті організації, які є систематичними учасниками парламентських виборів. У демократичному укладі саме такою повинна бути роль політичних партій, однак на практиці зустрічаються й інші приклади. Зокрема, в політичній практиці існують нелегальні змовницькі партії. Такі партії є, звичайно, нечисленними, не мають масового членства чи формалізованої організаційної структури. Частіше така партія розраховує на прихід до влади не через парламентські процедури, а в результаті перевороту, заколоту, революції і т. ін.
Існує також група партій, які з точки зору існуючих правових норм є нелегітимними, проте достатньо масовими та організованими. Це стосується цілого ряду комуністичних та національно-визвольних партій, які закликали виборців не брати участі у виборах.
Крім того, існує ряд партій, які діють в умовах заборони на їхню діяльність (скажімо, в рамках диктаторських режимів). У виборчих категоріях не можна визначити і фашистські партії, які втратили свою здатність до боротьби за владу за допомогою виборчих методів. Всі ці організації слід визнати за політичні партії, оскільки вони володіють основними елементами, характерними для політичних партій. У той же час методи і форми їх боротьби за владу і її реалізація не впливають на визнання даної організації як партії в класичному розумінні цього поняття. Природу і ступінь участі партії в загальнонаціональній політиці відображає поняття «урядовий статус». Фіксація урядового статусу партій здійснюється в ході аналізу їх електоральної могутності і політичного значення. Керуючись тезою про те, що партії перш за все прагнуть до збільшення кількості поданих за них голосів, і враховуючи специфіку президентської системи правління, американські вчені вимірюють вплив партій кількістю голосів, отриманих ними на виборах, і контролем над виконавчою владою.
Для європейських учених, які притримуються думки про те, що партії перш за все борються за посади і живуть в умовах парламентської системи, на перший план виходять процентні частки місць в парламентах і участь в урядах, тобто розподіл міністерських портфелів. Як зазначають Бадж і Кеман, «оцінки, які дає теорія, що виходить з прагнення партій до здобуття посад, стосуються головним чином формування урядових коаліцій саме тому, що тут застосовуваність цієї теорії найбільш очевидна і широка». Стром ще більш однозначно говорить про те, що поняття «стратегічна взаємодія», яка має принципове значення для теорії коаліцій, просто не пасує до двопартійної системи.